# IZUMO (ゲーム)
『IZUMO』（イズモ）は、2001年12月21日にStudio e.go!より発売された18禁RPG、及びそのシリーズである。

## シリーズ作品
カッコ内はハードを表す
- IZUMO（PC、DC）
2001年12月21日にCD版、2002年2月22日にDVD版、2004年1月29日にDC版が発売。
  - IZUMO 完全版 (PC)

2004年7月30日に発売されたIZUMO2、2006年4月28日に発売されたIZUMO2 -学園狂想曲-に同梱。単品での発売はされていない。
  - IZUMO complete (PS2)

2005年2月3日に発売。IZUMO 完全版のコンシューマ移植作品。
- IZUMO2 (PC)
2004年7月30日に発売。特別版にはIZUMO 完全版が同梱されている。
  - IZUMO2 猛き剣の閃記 (PS2)

2006年4月27日に発売。IZUMO2のコンシューマ移植作品。
  - IZUMO2 -学園狂想曲- (PC)

2006年4月28日に発売。シリーズ初となるADVであり、IZUMO2 猛き剣の閃記のタイアップとして製作された。
  - IZUMO2 -学園狂想曲- ダブルタクト (PS2)

2008年1月31日に発売。IZUMO2 -学園狂想曲-のコンシューマ移植作品。
- IZUMO零 (PC)
2005年9月22日に発売。シリーズ初となるS-RPG。明治時代の横浜が舞台。
  - IZUMO零・拡張パック (PC)

2005年12月22日に発売されたでぼの巣箱に同梱。
  - IZUMO零〜横濱あやかし絵巻〜 (PS2)

2007年7月12日発売。一部ストーリー、ステージが追加されている。
- IZUMO3 (PC)
2007年7月27日発売。特別版にはIZUMO 完全版、IZUMO2が同梱されている。前作まで（IZUMO零は除く）の出雲学園から大斗学園に舞台を移した。
- IZUMO4 (PC)
2015年12月25日発売。「でぼの巣製作所＆Studio e･go!5周年」および「light15周年」を記念したコラボレーション作品として制作された。設定が一新されている。

## 勾玉
シリーズ共通のアイテムとして勾玉が存在する。敵を倒すか宝箱などで入手する。呪法を使うと消費するのと主にボスが所持している魂玉の2種類があり、魂玉は呪法を使っても無くならない。守護精霊は魂玉となる。武器と防具に穴の数だけ勾玉の種類ごとに装着が出来、呪法が使える他・大きい装着穴に装着した勾玉は、その勾玉の特殊効果によりステータスがUPしたり、属性効果が上がったりする。装着し続けることでキャラクターの勾玉の使用レベルが上がり、呪法効果や前述の特殊効果がより強くなる。「4」では呪法を使っても無くならず、勾玉の使用レベルを最高まで上げ魂玉を装備するとより高位の呪法が使えるようになった。

## IZUMO
2001年12月21日にStudio e.go!より発売された18禁RPGである。2002年2月22日にDVD版が発売され、2004年7月30日に発売されたIZUMO2のDVD版には完全版が同梱されている。またコンシューマ機には2004年1月29日にCEROレーティング18歳以上対象のドリームキャスト版、2005年2月3日にGN SoftwareよりPS2版『IZUMO complete』（IZUMO2のDVD版同梱と同じ物）が発売された（こちらもCEROレーティング18歳以上対象）。IZUMO2などに同梱された完全版では、新規イラスト・シーンの追加や立ち絵カットの全体から上半身への変更、対応OSの追加などが行われている。

### 登場キャラクター
塔馬 ヒカル（とうま ヒカル）
声：折葉大作
本作の主人公。祖父に居合道を習っている剣術使い。一応学園の剣道部にも籍は置いているものの、幽霊部員状態。武器は刀で、属性は火。
水瀬 七海（みなせ ななみ）
声：春野日和
ヒカルや美由紀の幼馴染。学園の後輩でもあり、弓道部に所属している。体重を気にしているらしく、「ぷっくりころころ」は彼女の前では禁句。元々は孤児であり、現在の両親は義理の両親なので苗字が何回か変わってしまった。武器は弓で属性は木。
橘 綾香（たちばな あやか）
声：海原エレナ
六介の知り合いで、塔馬兄妹とも顔なじみのお姉さん。学園の保険医兼化学教師。一時期町を離れていたことがあり、ヒカル達とは学園に赴任してから再会した。低血圧症。さまざまな道具を武器にして戦うが武器よりも術の方が得意。属性は水。
倉島 渚（くらしま なぎさ）
声：永瀬江美弥
倉島財閥のお嬢様で、ヒカルのクラスメイト。和洋異なるが同じ剣術使いのヒカルにライバル心を抱いており、何かとつっかかってくる。頭の良さはヒカルと同じくらい。武器は細剣、属性は金。
天照（アマテラス）
声：飯田空
ヒカルの夢の中に現れる少女。ネノクニの巫女で『夢を紡ぐ力』を持つ一族の継承者。料理が得意。ネノクニは悪霊との闘いが日常のため一見攻撃的に見えるが根は心優しい。武器は槍、属性は土。
塔馬 美由紀（とうま みゆき）
声：桃月らみあ
ヒカルの妹。実は義妹で本人と六介以外のヒカル達は知らない。祖父の六介に古武術を習っており、素手での戦いならヒカルよりも強い。ブラコンで嫉妬心が強い。また、歌が異様に下手という欠点を持つ。ネノクニに飛ばされた時一人だけ別の場所に飛ばされ、行方不明となる。武器はグローブ、属性は水。
須佐之男（スサノオ）
声：金山業
ネノクニの悪霊を率いる将でヨモツオオカミの息子。美由紀のことを保護した際に美由紀に惚れるものの、美由紀の気持ちは兄のヒカルに向いていたため、ヒカルから美由紀を奪い取るためにライバル心を燃やしている。
月読命（ツクヨミ）
声：飯田空
ネノクニの悪霊を率いる女（地位はスサノオと同等）。アマテラスによく似た風貌をしている。アマテラスに化けてヒカルたちの間に不和をもたらそうとする。
サトリ
声：非公開
ネノクニの悪霊でツクヨミの腹心。人の心を読み取る能力があり、その力を使って綾香を苦しめる。ネノクニ側では、珍しくアシハラノクニの服装をしている。
ヨモツオオカミ
声：彩世ゆう
ネノクニの悪霊を統べる存在。
塔馬 六介（とうま ろくすけ）
声：山原水鶏
出雲学園の理事長でヒカルと美由紀の祖父。剣道部の顧問もしている。和食派で洋食はあまり食べられない。
坂下 留美（さかした るみ）
声：飯田空
美由紀の友達。ある事件がもとで美由紀と大喧嘩してしまう。
桐山 千夏（きりやま ちなつ）
声：非公開
故人。七海の友達だった少女。かつていじめを苦に自殺してしまい、その死は七海の心に深い影を落とした。ネノクニで悪霊となっており、七海達に襲い掛かってくる。

#### 守護精霊
楓（かえで）
声：金田めい
ネノクニに転移した出雲学園の校舎を糸で覆っていた巨大な蜘蛛で、最初に闘うボス。かつて自分を作り出して捨てたスサノオに再会するため、ヒカルと「契約」する。
桃花（とうか）
声：非公開
かつてイザナギを助けた功績で精霊となった桃の木の精霊・オオカムツミ。スサノオの手先として学園の裏山にヒカル達を閉じ込める。
青龍（せいりゅう）
声：羽音摩美
「四聖獣」の一人。人間態は水色のショートヘアに青いチャイナドレス姿。四聖獣の中では一番穏やかで常識人。
玄武（げんぶ）
声：非公開（IZUMO2以降で声を担当している森野花梨がIZUMOのスタッフロールではクレジットされていないため不明）
「四聖獣」の一人。姉御肌で気が強い女性。アシハラノクニ（ヒカルたちの世界）の文化に興味を持っているが、そのファッションセンスはどこかズレている。
白虎（びゃっこ）
声：海原エレナ
「四聖獣」の一人。無口で冷静な性格。幼い外見をしており、トラのような耳と尻尾が生えている。
朱雀（すざく）
声：桃月らみあ
「四聖獣」の一人でリーダー。赤いチャイナドレスを身にまとった、ノリの軽いお姉さん。大阪弁をしゃべる。
玉藻（タマモ）
声：春野日和
かつてヒカルが出雲学園の裏山で遊んでいた狐が精霊化した存在。尻尾を踏んだので七海は嫌い。精霊の中では最も幼い外見をしているが、最も力が強い。彼女の勾玉のみクリア以降の周回に持ち越すことができる。
月読（ツクヨミ）
声：飯田空
ヒカルたちに敗北した後、「契約」することで精霊化した月読。

## IZUMO2
IZUMO2は2004年7月30日にStudio e.go!より発売された18禁RPGである。2006年4月28日にはストーリー上の続編と言える『IZUMO2 -学園狂想曲-』が発売した。

### IZUMO2の登場キャラクター
八岐 猛（やぎ たける）
声：小池竹蔵
本作の主人公。元々は両親を亡くして施設にいたが塔馬家に引き取られる。出雲学園に通い剣道部に所属し腕前も高いが剛には勝てない。装備武器は刀で属性は火。その魂にはある秘密がある。
大斗 剛（やまと たけし）
声：ビスケット子爵
剣道部部員で猛とはライバル。猛と同じ孤児で同じ施設におりその頃からの親友。後に資産家の大斗家に引き取られた。出雲学園に通っているが猛とはクラスが違う。猛と同じくその魂にはある秘密がある。
白鳥 琴乃（しらとり ことの）
声：海原エレナ
猛の幼馴染で彼にほのかな思いを抱いている。毎日、塔馬家の家事をしているため美由紀がいなくなった塔馬家の生命線。成績優秀で家事も万能だが幼い頃から病弱なため運動は苦手。本作ではメインヒロイン格。装備武器は笛などの楽器で属性は武器により変わる。
前作IZUMOのヒロインである橘綾香の娘。
白鳥 明日香（しらとり あすか）
声：木葉楓
琴乃の妹。毎朝、猛をボディアタックで起こすのが日課。姉とは違い体は丈夫で弓道部に所属し腕前は高い。装備武器は弓で属性は木（風）。
琴乃と同じく前作IZUMOのヒロインである橘綾香の娘。
逢須 芹（おおす せり）
声：みすみ
六介の曾孫で前作IZUMOのヒロインである塔馬美由紀の娘。猛が施設にいた頃からの知り合いで両親と共に渡米していたが猛に会うための戻ってきた。母と同じく腕っ節が強い。また母から受け継いだためか音痴でその歌でヤタローが墜落するほどだが、料理の腕は受け継いでいない。装備武器はナックルで属性は土。
北河 麻衣（きたがわ まい）
声：細田なな
猛のクラスメイトでクラス委員長。いつも屋上で昼食をとり友達のカラスのヤタローと戯れているなど不思議な雰囲気を持っている。その一方、芹に殴り倒された猛を介抱して仲直りに持っていくなど、親切な面もある。猛達と共にネノクニに来たため行動を共にする。装備武器は薙刀・槍で属性は金（雷）。
佐久夜（サクヤ）
声：みる
カグツチとアマテラスの娘。初めは猛達を悪霊の仲間と勘違いしていたがすぐに誤解は解け、行動を共にする。行動力があり活発だが罠マニアと言う一面も持っている。装備武器は扇（鉄扇）で属性は水。
ヒミコ
声：柚木かなめ
突如ネノクニに現れ悪霊達の長となり人間に戦いを仕掛けた人物。どこか別の国から来たとも言われるが詳細不明。
オオナムジ
声：しがけんじ
ヒミコ軍の軍師。
ミナカタ
声：受閃
ヒミコ軍の剣士でオオナムジの息子。
カグツチ
声：折葉大作
ネノクニの剣士でサクヤの父。ヒミコ軍と戦っているが猛達とは別行動をしている。実は前作の主人公である塔馬ヒカル。本作は前作のアマテラスエンドがベースになっている。
天照
声：飯田空
前作IZUMOのヒロインの一人。サクヤの母でカグツチの妻でありネノクニの人間を統べる神。夫と共にヒミコ軍と戦っている。
スサノオ
声：金山業
塔馬 六介
声：山原水鶏
前作から20年経過しているが外見には全く変化が無い。出雲学園の理事長は辞めたが引き続き剣道部顧問を務める。
楓
声：金田めい
前作「IZUMO」に登場した精霊。本作ではある重要な役割と出生の秘密が明かされる。

#### IZUMO2の守護精霊
蔓（かずら）
声：楠鈴音
出雲学園をジャングルと化した最初に戦うボスで巨大なラフレシア。人間形態では掃除好きでほうきを持って徘徊している。
八咫（やた）
声：咲ゆたか
ヤタローの真の姿。麻衣に向け、オオナムジからスパイとして傍らにいる。
青龍
声：羽音摩美
前作同様、最初に接触する四聖獣。彼女のみ、人間形態で戦う場面がある。
玄武
声：森野花梨
今回は悪霊を捕まえにアシハラノクニに来たはずだったが、遊びほうけていたあげく、猛達は彼女の任務を押しつけられてしまうハメになる。
白虎
声：海原エレナ
今作では、琴乃の魂がヨミノクニに捕らわれた際、生き返る方法を教えてくれる。なお、前作で肩に乗っていた白い猫型の物は、今作ではいなくなっている。
朱雀
声：桃月らみあ
蓬莱山でかつての彼女達の主、徐福のことを探っていたが、オオナムジによって殺生石に封印されてしまう。
八房（やつふさ）
声：風音
犬の精霊で、ある手順を踏むと現れる隠れキャラクター。
麒麟（きりん）
声：柴田蕗
ヒミコの側近で常に付き従っていて麟（リン）と名乗っている。元々は四聖獣のリーダーだった。

## IZUMO零
2005年9月22日に発売。シリーズ初となるS-RPG。明治時代の横浜が舞台。『IZUMO零・拡張パック』（PC）2005年12月22日に発売されたでぼの巣箱に同梱。PS2版『IZUMO零〜横濱あやかし絵巻〜』、2007年7月12日発売。一部ストーリー、ステージが追加されている。
時代設定は、明治12年。

### IZUMO零の登場キャラクター
永峰 和人（ながみね かずと）
声：木島宇太
腕は確かだが少々気弱な剣士。桐谷を頼りに横浜に来た。仲間内では一応リーダー格。
沢木 宗一郎（さわき そういちろう）
声：ワッショイ太郎
精霊に対応できるため、海軍から出向したサーベル使い。一見キザっぽいが実はウブで女性には奥手。
山田 虎之助（やまだ とらのすけ）
声：空野太陽
美園とは幼馴染で彼女の道場で修行していたが家出し、横浜に来て暴れていたところを桐谷に打ち負かされて弟子入り志願する。
永峰 陽子（ながみね ようこ）
声：木村あやか
和人とは実の兄妹で幼少期に離れて暮らしており横浜で再会した。西洋料理に興味がありEDによってはレストランを開く。弓使い。
上杉 美園（うえすぎ みその）
声：榎津まお
仙台にある道場主で婿探しも兼ねて横浜に来たが料理の腕は絶望的で、陽子の手ほどきで目下修行中。薙刀使い。
玉城 萌夕（たまき もゆ）
声：水野江麻
琉球から父親に会うため横浜に行くところ、仙台まで行ってしまいそこで美園に会う。唐手が得意。一人称は「ボク」。
桐谷 五郎（きりや ごろう）
声：田仲欽三
本作のキーパーソン。表舞台に出ないことを条件に警視庁特別班を率いている。
藤田 五郎（ふじた ごろう）
声：一一
警視庁の警察官で剣術指南役を桐谷に打診される。モデルは斎藤一。
柳 欽舟（やなぎ てっしゅう）
声：高岡政人
特別班の官舎の裏手にある工房にいる鍛冶屋。質実剛健の武器を作ることを良しとしている。武器・防具に勾玉を装備できる様に加工してくれる。
桐崎 芳乃（きりさき よしの）
声：黒崎猫
桐谷に育てられ医務官として赴任する。皆からは芳乃先生と呼ばれて頼りにされている。新しい術を教えてもらえる。
花山 春輔（はなやま しゅんすけ）
声：九条忍
政府の要人だが飄々とした人物で内務省直属悪霊対策班（表向き警視庁特別班）を作った。モデルは伊藤博文。
船長
声：しがけんじ
美園と萌夕を仙台から横浜に乗船させた船長。さすがの海の男でも美園の手料理には絶句した。
山田 辰之助（やまだ たつのすけ）
声：マッハ3.5
虎之助の父親で仙台の山奥できこり業をしているが酒癖が悪く、そのため疎遠している。
富田 兵馬（とみた へいま）
声：鉄滝次
政府を転覆しようと様々な策を講じる。敵キャラだが直接特別班との戦闘はなく参謀格。
桐崎 綾乃（きりさき あやの）
声：萩原五月
斬首された父親のかたき討ちのため政府に恨みを持ち、イワナガに術を教えられ巌斎のもとで反政府活動をしている。芳乃の姉。
国木田 義一（くにきだ よしかず）
声：青井京四郎
海軍学校時の宗一郎の教官でサーベルを教えていた。宗一郎の恩師であり、宗一郎は彼を尊敬している。
玉城 茂男（たまき しげお）
声：濱屋喜助
萌夕の父親で死亡したと思われたが琉球王国の復活のため反政府活動を行っている。
不知火 士郎（しらぬい しろう）
声：黒崎猫
巌斎の息子でイギリス人とのハーフ。特別班の面々とも仲が良かったが、父親と共に活動し敵対することに。
不知火 巌斎（しらぬい げんさい）
声：馬並硬太
士族の政府への不満を中心に反政府活動を行う示現流の使い。本作のラスボス。
イワナガ
声：高奈ゆか
ある目的のため巌斎に付き従っている術師。
永峰 幹夫（ながみね みきお）
声：しがけんじ
永峰兄妹の父親で町医者を営んでいた。
永峰 美津子（ながみね みつこ）
声：彩世ゆう
永峰兄妹の母親で方術も使える。幕末時には藤田も桐谷も巌斎も治療を受けたことがある。

#### IZUMO零の守護精霊
タギリ
声：如月美琴
宗像三女神の長女。
タギツ
声：彩世ゆう
宗像三女神の次女。
サヨリ
声：仁藤桜
宗像三女神の三女。容姿は鬼神楽のイチに似ている。
ウズメ
声：柏木リナ
精霊たちと夜な夜な宴を繰り広げていた踊りの神。
キジムナー
声：雅
琉球の精霊。ミシャグジ様共々、本シリーズ初の男性の精霊である。
ミシャグジ様
声：九条忍
白蛇の化身。若い娘を生贄に奉げられていたことから退治されそうになるが実際には逃がしていた。

## IZUMO3
2007年7月27日発売のPCゲーム。特別版にはIZUMO 完全版、IZUMO2が同梱されている。前作まで（IZUMO零は除く）の出雲学園から大斗学園に舞台を移した。

### IZUMO3の登場キャラクター
工藤 駆（くどう かける）
声：皇帝
本作の主人公。彼なりの正義感を持っているが、そのため喧嘩沙汰が多く不良のレッテルを貼られている。保護者から援助を受けながら一人暮らしをしているがそれを快しとせず、学則で原則禁止となっているアルバイトを無断で行っている。妹の舞菜を見舞いに行くのが日課。武器はグローブ、属性は火。
飛鳥井 なつみ（あすかい なつみ）
声：星咲イリア
よく夜の繁華街にいるため、駆と同じく学園のはみ出し者。ひょんなことから駆と親しくなる。強引でわがままな部分もあるが、根は優しい性格。将来の夢のため新聞部を立ち上げようとする。武器はハリセンやハンマーなど、属性は土。
吾妻 鈴鹿（あづま すずか）
声：まりもりん
学生会副会長と剣道部部長を兼任しており、真面目な性格。駆とは血縁のない親戚で、彼の事情を知っている。内心では駆を慕っているが、立場上気軽に接することが出来ずにいる。武器は刀、属性は金。
宮村 栞（みやむら しおり）
声：草月弥生
駆のクラスメイトで席は駆の真後ろ。図書委員。一見気弱でおとなしいが、過激な一面も抱えているメガネっ娘。クラスの女子たちにいじめられている。武器は本、属性は水。
笹山 芙由子（ささやま ふゆこ）
声：山咲杏
数学教師でクラス担任。生真面目で頭脳明晰、堅苦しい喋り方だが生徒想い。実は家事全般が駄目で不測の事態には非常に弱く、クールな容姿に反してかなり隙の多い人物でもある。プログラムの天才で、それが講じてコンピューターゲームが好きで無類の格ゲーマニアである。武器は鞭、属性は水。
カヤノ
声：春乃伊吹
ネノクニの戦巫女。IZUMOのアマテラス達の村の南方にある村の長で『夢を紡ぐ力』も少しだけ持っている。天然ドジっ娘で、ネノクニという異世界から来たために世間知らずからコメディリリーフな役割を持つ。武器は弓、属性は木。
工藤 舞菜（くどう まいな）
声：野神奈々
駆の妹。駆にとっては二人きりの家族であり、彼の大切な心の支えとなっている。病弱で入院生活が長く、実年齢より幼く見え世間離れしている。駆に買ってもらったパソコンでよく遊んでいる。
黒崎 夕子（くろさき ゆうこ）
声：本山美奈
駆たちの同級生。幸伸に想いを寄せ男女の関係にあったが、実際は弄ばれているだけで転校による別離と幸伸の本音により騒動を巻き起こす。その後は駆たちに救われ、守護精霊として支援するようになる。
吾妻 弥生（あづま やよい）
声：風華
吾妻家において実質的に当主にある女性で未亡人。駆と舞菜の法的保護者であり二人を気に掛けるものの、過去の確執から駆に疎まれて経済面以外の援助は拒まれている。駆に対しては保護者であろうとする以上の気持ちがある。
吾妻 幸伸（あづま ゆきのぶ）
声：Taka
駆の同級生で遠い親戚。生徒会長を務める優等生だが、大人たちの権力争いの中で育ったのと付き合っていた女性に手酷く扱われたために性格や対人関係において決定的に歪んでいる。しかし、植物への愛情だけは本物で、吾妻家には彼の農園があり、そこでの作業姿は鈴鹿からも相当のギャップがあるとのこと。
倉島 渚（くらしま なぎさ）
声：永瀬江美弥
前々作のヒロイン。学園の理事長として赴任してくる。吾妻弥生とは部活の先輩後輩の仲であり何かと駆のことで相談を受けている。なお彼女の年齢の話（予想も含む）をすると、どこからともなくすぐに飛んで(叩きのめしに)来るためいかなる場所であろうと禁句になっている。「ぷっくりころころホットケーキ〜」と歌うあたり前々作のときから根の性格は変わっていない模様。
西波 和也（にしなみ かずや）/羅刹天（らせつてん）
声：青井京四郎
舞菜の主治医。信頼出来る医師だが、プライベートでは軟派な一面を持つ。正体は閻魔天の部下で、彼女の意に従うために行動している。彼のみ諸事情で守護精霊になることはなく、そのこと「IZUMO3　ビジュアルファンブック」のスタッフ座談会で語られている。
草壁
声：永野らび
松井
声：マヲ

#### IZUMO3の守護精霊
夜刀神（やとのかみ）
声：本山美奈
人間に恨みを持っていた蛇の化身。夕子と意識を融合している。
技芸天（ぎげいてん）
声：相模真
音楽を司る神。おっとりしていて口調も穏やか。
摩利支天（まりしてん）
声：村井みさお
戦を司る神でリーダー格だが弁財天と吉祥天の喧嘩にはニコニコしながら見守っていることしかしない。
弁財天（べんざいてん）
声：白銀涼音
学問を司る神だがよく迷子になっている。吉祥天とは喧嘩が絶えない。
吉祥天（きっしょうてん）
声：浅香舞子
美を司る神。弁財天とよく喧嘩するが邪険しあっているわけではない。
獏（ばく）
声：星川未流来
ある者の命令で人に悪夢を見せ、力を集めているが本人は頼まれたからやっている程度の認識のお子様体型。
閻魔天（えんまてん）
声：鈴美巴
法を司る神で戦闘力も高いが本当は他人を傷つけたくはないと思っている。
白兎（はくと）
声：西野みく
自称未来からやってきたと言ううさ耳バニー姿の精霊。隠れキャラクター。

## IZUMO4
2015年12月25日発売。前作の後、Studio e.go!の活動が中断していたため、実に8年ぶりの新作となった。シナリオ・音楽をlightスタッフが担当する。出雲市と周辺が舞台で出雲大社前駅や玉造温泉、出西窯などが登場する。

### IZUMO4の登場キャラクター
久世 大地（くぜ だいち）
声：小池竹蔵、幼少期：民安ともえ
主人公。郷土史研究会に属しているが幽霊部員。ある日「縁」を見かけたことから平凡な日常から一変してしまう。悲劇的な夢を見てしまう体験をよくする。武器は剣で属性は木。
高遠 穂波（たかとお ほなみ）
声：榊原ゆい
大地の幼なじみ。久那戸神社の巫女で古式ゆかしい大和撫子だがサイト管理もできる。神社は「裏出雲」と呼ばれる退魔組織で戦巫女としての顔も持つ。武器は双剣で属性は水。
久世 美空（くぜ みそら）
声：小倉結衣
大地の義妹で兄貴と呼び慕っている。元気がありノリもいいが拳でコミュニケーションをとったり、常にお腹を空かしている。武器はナックルで属性は金。
西洞院 綺花（にしのとういん あやか）
声：かわしまりの
郷土史研究会部長。サボりぎみの大地をクラスから部室に迎えに来たりする。リアリストであり何事にも動じなく、律儀にツッコミをいれる性格。武器は装備品として投擲武器で、戦闘では具現化させた様々な武器で属性は火。
稲佐 白兎（いなさ はくと）
声：歩河みぃな
綺花と同学年の郷土史研究会幽霊部員その2。天真爛漫でおちゃらけたりしているが憎まれない性格。変に英語を混ぜた外国人風な話し方をする。武器は呪符系で属性は変更可能。
縁（えにし）
声：海原エレナ
大地の前に突然現れ、問答無用に殺し合いを始められる。裏出雲からは魔物の群れ、黄泉軍（よもついくさ）を率いている存在とされ、不死でもあり岩長姫と呼ばれている。武器は大鎌で属性は土。

#### 精霊-下級神霊
神ではなく、土俗的な神霊。霊格としては獣に近く、裏出雲では古くから使役していた。
飯綱（いづな）
声：民安ともえ
狗神の神霊。戦闘も子供感覚な元気な女の子。木属性。ステータス異常を回復しターン毎にHPが回復出来る。
夜刀（やと）
声：小林由依
蛇神の神霊。山中の祠に祭らてていて、古風であり言動は最も精霊っぽい。水属性。敵全体に小ダメージとバットステータスを与える。
五馬姫（いつまひめ）
声：藤崎さや香
土蜘蛛の神霊。関西弁を話しふわっとしたお姉さん系。火属性。味方全体に複数の有利ステータスを付ける。
憂流迦（うるか）
声：立花沙羅
烏天狗の神霊。見た目は子供だが言動は大人びている。金属性。敵全体に金属性攻撃とランダムで盲目の効果。

#### 精霊-祓戸大神
4柱で一組の比較的下級神。裏出雲の切り札的存在。穂波の久那戸神社は祓戸大神（はらえどのおおかみ）を主神として祀ってる。
瀬織津比売（せおりつひめ）
声：飯田空
4柱のリーダーで長女的なポジション。水属性。敵全体に水属性攻撃とランダムで眠りの効果。
速開都比売（はやあきつひめ）
声：小林由依
次女的ポジション。性格はサバサバしてて荒っぽい。土属性。敵全体に土属性攻撃とランダムで呪いの効果。
気吹戸主（いぶきどぬし）
声：立花沙羅
本来は男性格。女性であることの羞恥心がある。木属性。敵全体に木属性攻撃とランダムで毒の効果。
速佐須良比売（はやさすらひめ）
声：藤崎さや香
末っ子ポジションでロリっ子。火属性。敵全体に火属性攻撃とランダムで混乱の効果。

#### その他
高遠 篤胤（たかとお あつたね）
声：越雪光
穂波の父で久那戸神社神主。人格者で町の名士でもある。妻は穂波が幼少時に死別している。
御子神 屠竜（みこがみ とりゅう）
声：ますおかゆうじ
裏出雲の神人（じにん）と称し諸国を放浪する。一匹狼で他人に興味を持たないが、大地たちには意味深な言葉をはなつ。
稜威母（いずも）
声：彩世ゆう
こすず
声：榊原ゆい
隠れキャラクター。

## ゲーム主題歌
IZUMO2
- IZUMO2 メインテーマ

『Overthrow』
- - 作詞：中山マミ作曲：ぴょんも、編曲：？、歌：中山マミ
- IZUMO2 猛き剣の閃記主題歌『Heaven』
  - 作詞・作曲：高井麗、編曲：？、歌：石松千恵美

IZUMO3 
- IZUMO3 主題歌『MistyRain-七月の雨』
  - 作詞：CANDY、編曲：ぴょんも、歌：CANDY

IZUMO3 ED'
- IZUMO3『さよならの手前』
  - 作詞：中山マミ、編曲：不知火つばさ、歌：中山マミ

IZUMO4
- オープニングテーマ『Reincarnation』
  - 歌・作詞 - 榊原ゆい / 作編曲 - 林達志
- 2ndオープニングテーマ『生きとし生ける路、故に焉』
  - 歌・作詞 - 榊原ゆい / 作編曲 - 与猶啓至
- 挿入歌『Acceptance』
  - 歌・作詞 - 榊原ゆい / 作編曲 - 林達志

## OVA
ミルキーよりVHS・DVDで発売された全六巻の18禁アニメ。

### メインキャスト
- 塔馬ヒカル：蟹澤秀光
- 水瀬七海：山本直子
- 橘綾香：小暮智美
- 倉島渚：アカネ
- 天照：藤城さらさ、沢木ありさ
- 塔馬美由紀：神村ひな
- 須佐之男：石川大介
- サトリ：中村悠一
- 楓：朝宮咲
- 桃花、桐山千夏：森野花梨
- 高奈ゆか、久保田一夫、福島太郎、武真紀

### DVD
- 一ノ巻「藍の勾玉」（発売日：2003年1月25日）
- 二ノ巻「朱の殉情」（発売日：2003年5月25日）
- 三ノ巻「琥珀の追憶」（発売日：2003年8月25日）
- 四ノ巻「翡翠の誘惑」（発売日：2004年7月25日）
- 五ノ巻「緋色の邂逅」（発売日：2004年10月25日）
- 六ノ巻「THE BEST」（発売日：2005年1月25日）